# Plano Morgenthau

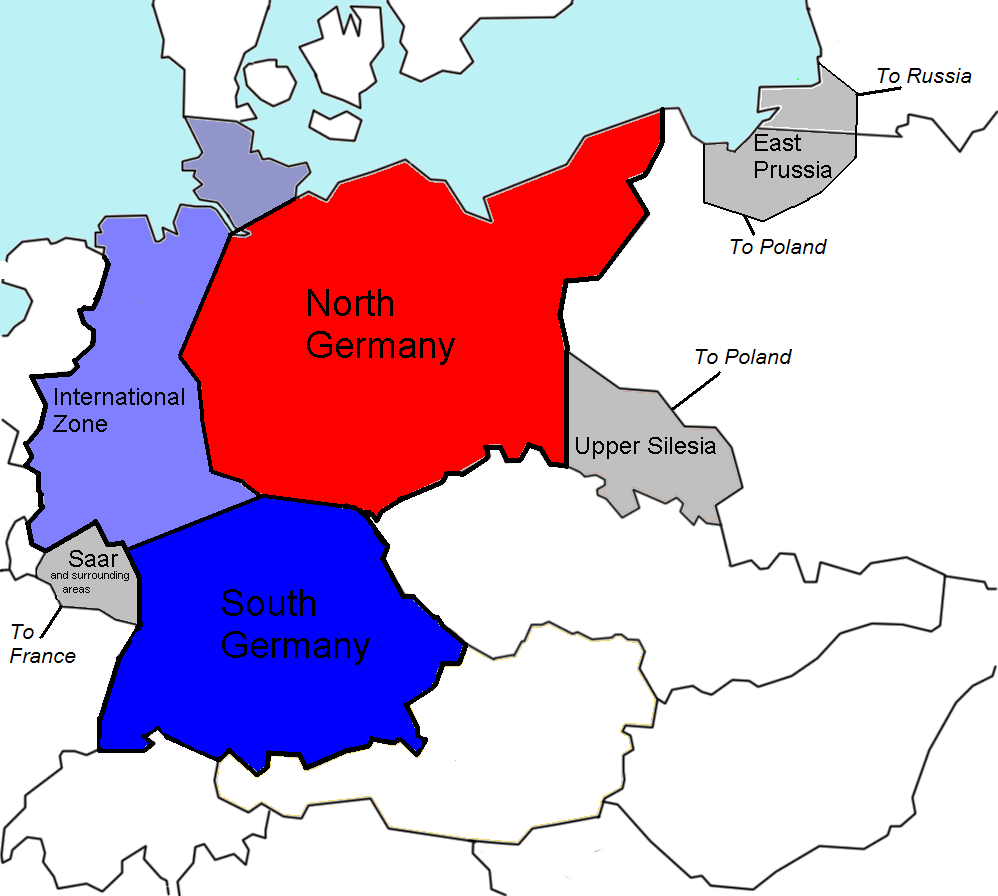
O Plano Morgenthau: A partição proposta da Alemanha em um estado do Norte, um do Sul, e uma zona internacional. As áreas cinza seriam anexados pela França, Polónia e URSS.

O Plano Morgenthau era um programa para a ocupação da Alemanha após a Segunda Guerra Mundial,que defendia medidas restritas para evitar a possibilidade da Alemanha novamente entrar em guerra. Em 2 de setembro de 1944, o Secretário do Tesouro dos EUA apresentou um plano de 14 itens para a Alemanha pós-guerra.
Entre eles, estava a completa desmilitarização do país e o desmonte de seu parque industrial.

## Proposta
Na proposta inicial, o programa deveria ser implementado, tendo três aspectos principais:
- Alemanha deveria ser dividida em dois estados independentes (Alemanha do Norte e do Sul),
- As grandes regiões industriais e de mineração, incluindo as áreas do Saar, o Ruhr e Alta Silésia deviam ser internacionalizadas ou anexadas por nações vizinhas;
- Toda indústria pesada seria desmontada ou destruída.

O programa foi proposto por Henry Morgenthau Jr. (daí o nome do próprio programa), na época Secretário do Tesouro dos Estados Unidos.
Na 2ª Conferência de Quebec (12 de setembro de 1944 - 16 de setembro de 1944), o Presidente Roosevelt e Morgenthau, tentaram convencer o Primeiro Ministro Britânico a aceitar a proposta na íntegra. No entanto Winston Churchill optou a limitar o âmbito da proposta de Morgenthau, escrevendo um novo rascunho do memorando, que foi a versão assinada pelos dois estadistas. O plano acabou caindo na mídia, a reação pública negativa à publicação do plano de Morgenthau forçou o presidente Roosevelt negá-lo publicamente, desta forma não se emitiu mais planejamentos para ocupação da Alemanha.
Os alemães seriam submetidos a trabalhos forçados para reparar danos de guerra no exterior. Morgenthau também exigia uma reforma agrária a favor da pequena e média propriedade. O ponto central, no entanto, era o desarmamento completo das Forças Armadas para desmantelar o potencial agressor da Alemanha.
Além do aspecto econômico, ele exigia um desarmamento industrial. Não só pretendia proibir como também desmontar imediatamente indústrias puramente bélicas. Um outro capítulo descrevia detalhadamente o desmantelamento dos cartéis e a punição dos criminosos nazistas. Mas não mencionou em nenhum momento a destruição do parque industrial, a criação de um celeiro ou uma área agrícola na região do Ruhr.
Na questão da "desnazificação", Morgenthau opôs-se à teoria outlaw, segundo a qual somente a elite criminosa, isto é, os líderes e autoridades do regime e do partido nazista seriam responsáveis pelas mortes. Para ele, os culpados encontravam-se não só nas fileiras do exército, na burocracia estatal e na indústria, mas também entre os oportunistas e conformados da sociedade alemã. Suas propostas objetivavam uma política dos quatro "d": desmilitarização, desnazificação, descartelização e democratização.

## O fim

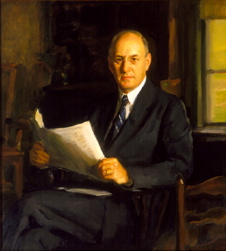
Henry Morgenthau Jr

Com a morte do presidente o plano em si nunca entrou em vigor, mas suas idéias permearam os acordos do governo norte-americano para as políticas externas, vigentes na época.
Como era de se esperar, o governo do Estados Unidos formalmente abandou o Plano Morgenthau como política de ocupação promovida na Alemanha, em setembro de 1946. Alguns historiadores argumentam que foi as declarações do ex-presidente  Hoover referente ao relatório (Março de 1947) produzido pelo mesmo que levou o fim da política Morgenthau e a consequente mudança da política externa dos Estados Unidos.
No início de 1947, quatro milhões de soldados alemães ainda estavam sendo utilizados como trabalho forçado, no Reino Unido, França e União Soviética, para reparar os danos feitos pela Alemanha nazista nestes países.
Em julho de 1947 com o advento do planejamento inicial para o Plano Marshall, projetado para ajudar a economia europeia que estava em crise, também acabou contemplando a Alemanha que foi economicamente reabilitada.